# Kênh đào Masurian
Kênh Masurian (tiếng Đức: Masurischer Kanal, tiếng Ba Lan: Kanał Mazurski, tiếng Nga: Канал Мазурский) là một kênh đào dài 50,4 km chưa hoàn thành nối với sông Lava ở tỉnh Kaliningrad của Nga (một nhánh của Pregolya) và Hồ Mamry, một trong những hồ Masurian ở Ba Lan.
Biên giới Ba Lan-Nga ngày nay cắt qua kênh, với phần phía nam, dài khoảng 20 km, nằm ở Ba Lan và phần còn lại ở Nga. Có mười cửa cống nằm trên kênh, năm ở mỗi quốc gia, được thiết kế để điều khiển những chiếc thuyền cao tới 7,7 mét (25 ft) rộng, 45 mét (148 ft)  dài, với một lượng rẽ nước 2,5 mét (8 ft 2 in).
Mục đích của kênh đào là thúc đẩy sự phát triển kinh tế của Đông Phổ. Việc xây dựng bắt đầu vào năm 1911 nhưng bị gián đoạn bởi Thế chiến I, được nối lại vào những năm 1920 – kể từ khi thương mại Nga chấm dứt sau Cách mạng Tháng Mười – và một lần nữa vào những năm 1930. Dự án cuối cùng đã bị chấm dứt do Thế chiến II, và không có nỗ lực hoàn thành kênh đào sau đó.